# Asta Nielsen

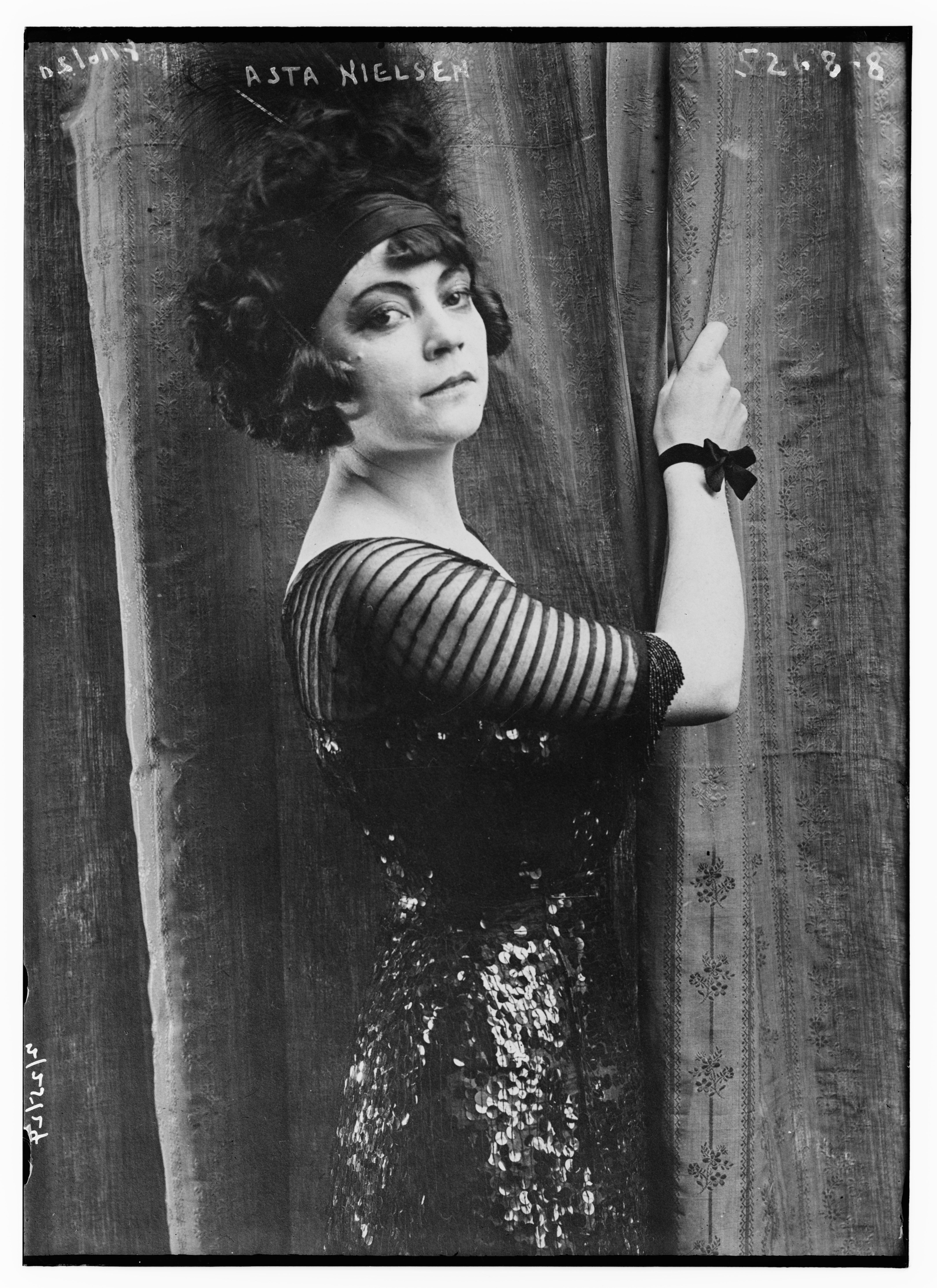
Asta Nielsen 1911 als Stella am Set von Der schwarze Traum

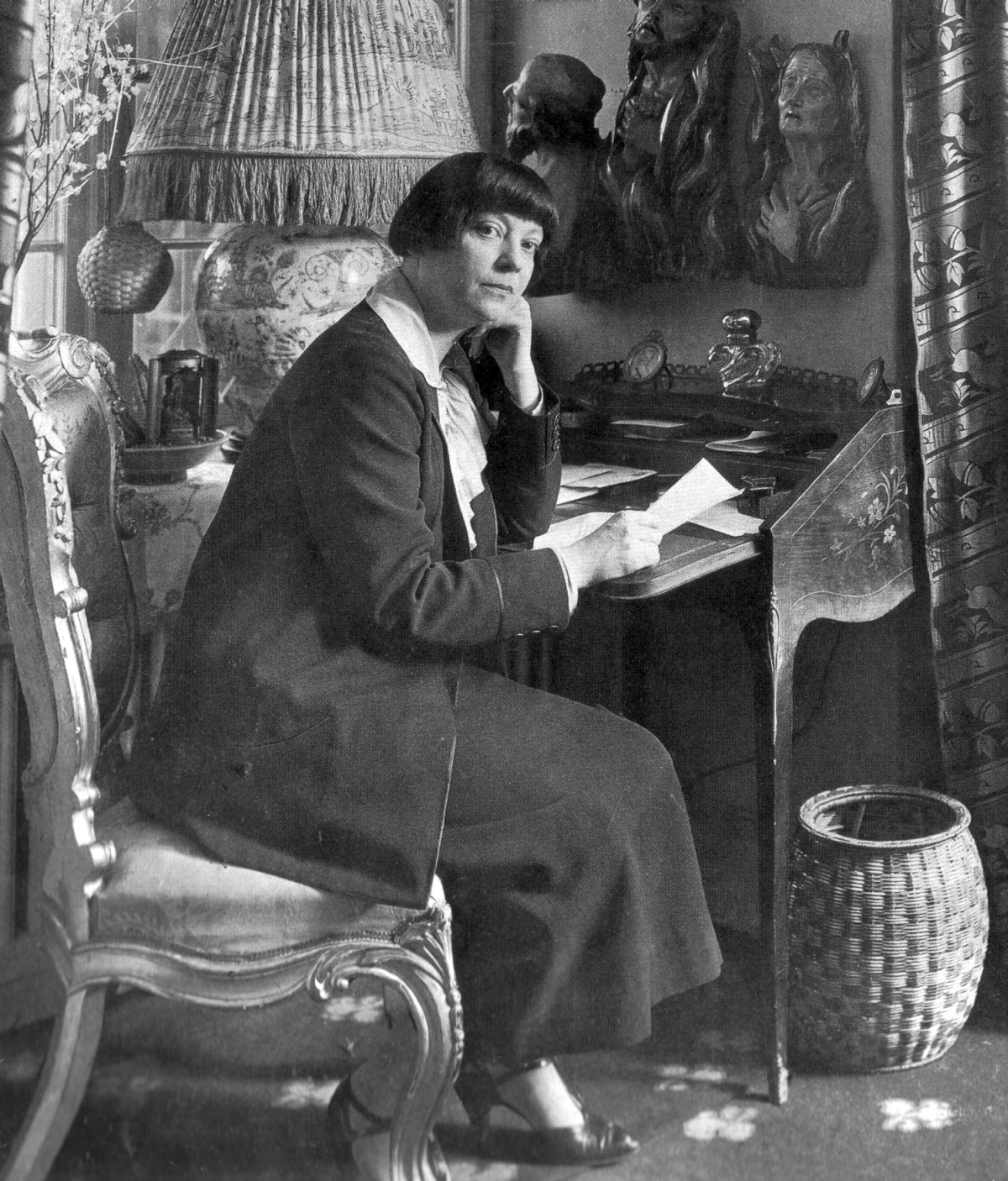
Asta Nielsen in ihrer Berliner Wohnung, 1925

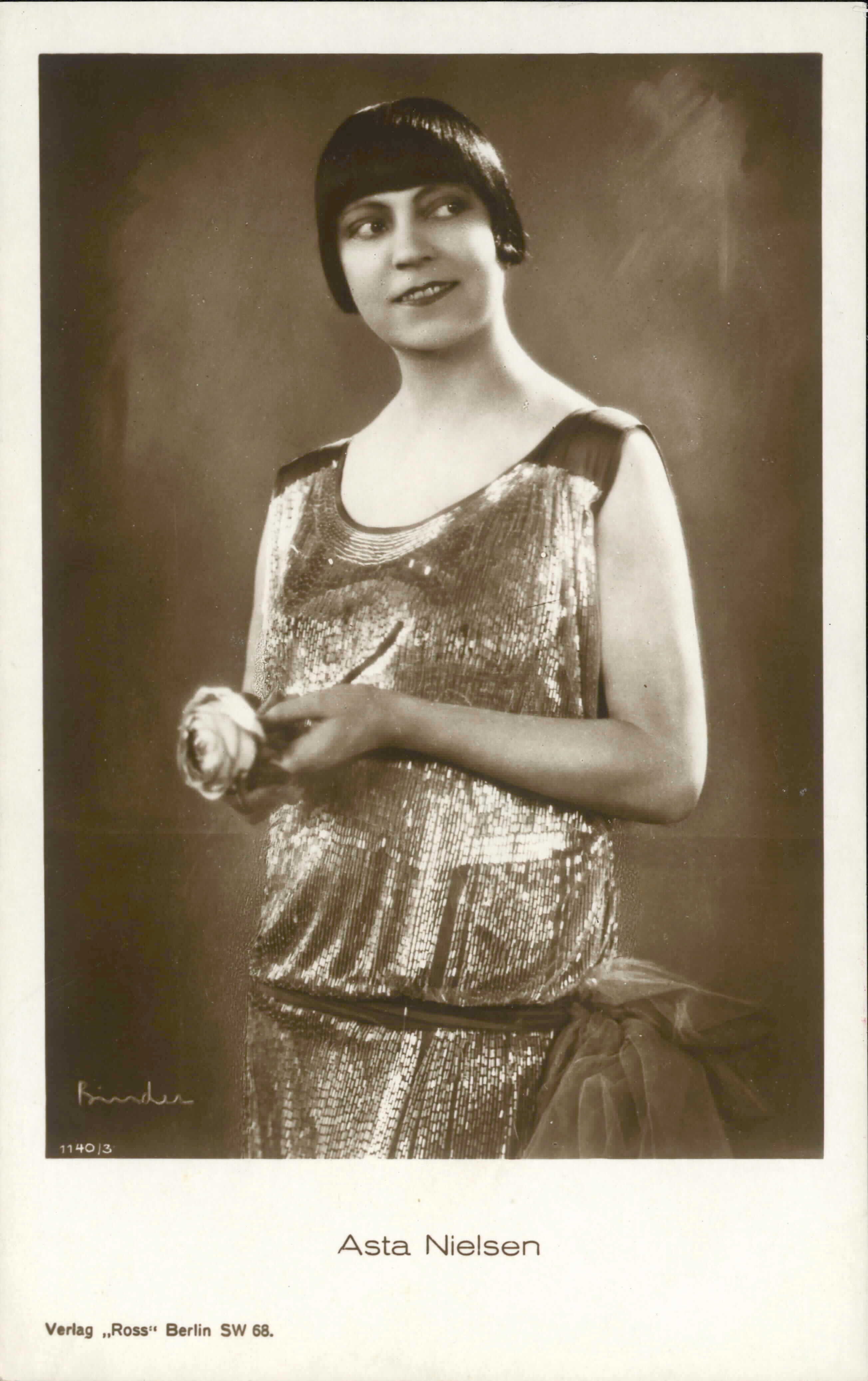
Asta Nielsen fotografiert von Alexander Binder, 1920

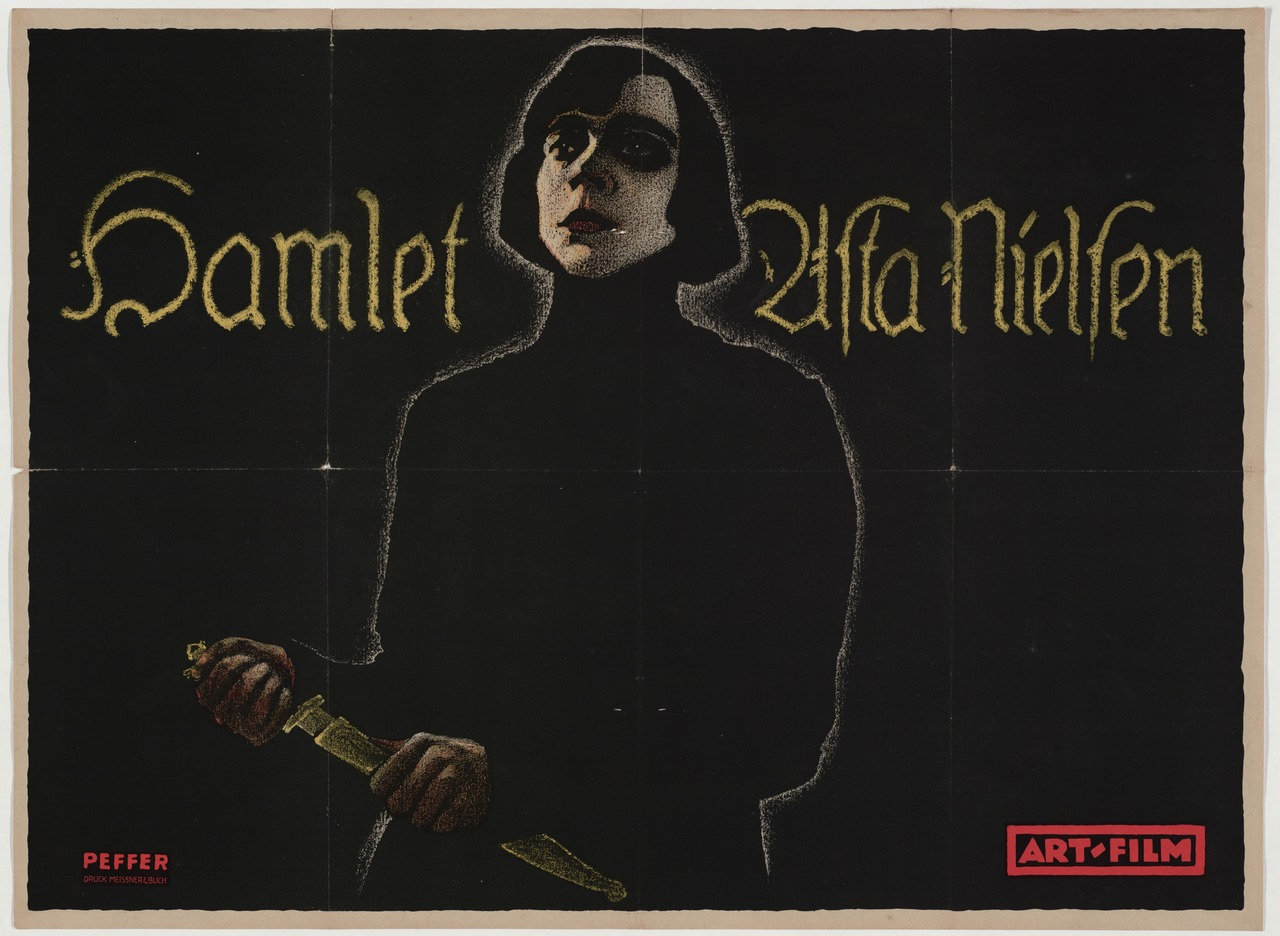
Kinoplakat für den Stummfilm Hamlet;
Franz Peffer, um 1920, Druck von Meissner & Buch, Leipzig; im Besitz des Museum of Modern Art (MomA)

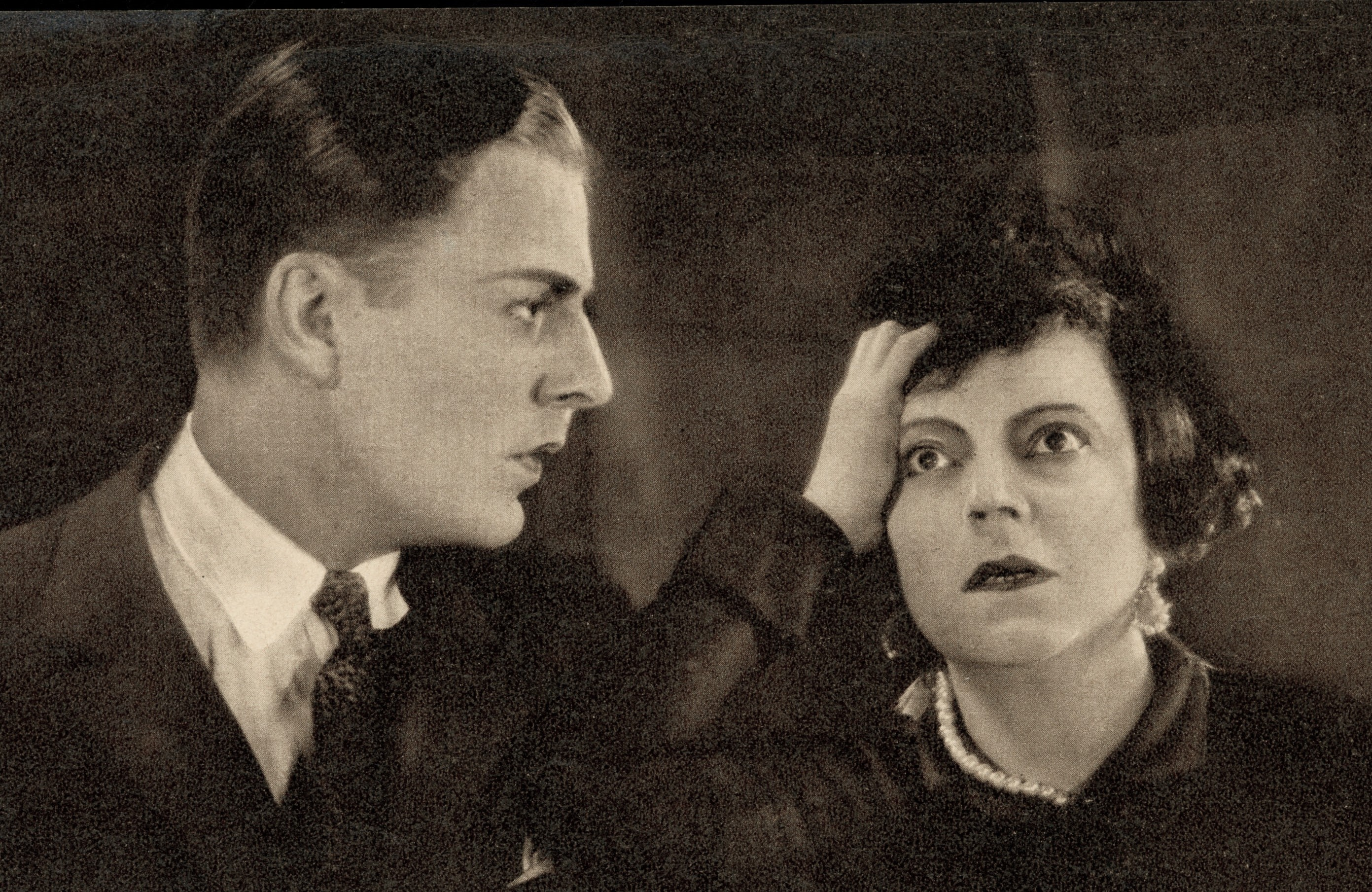
Werner Pittschau und Asta Nielsen, Szenenfoto aus „Dirnentragödie“, 1927

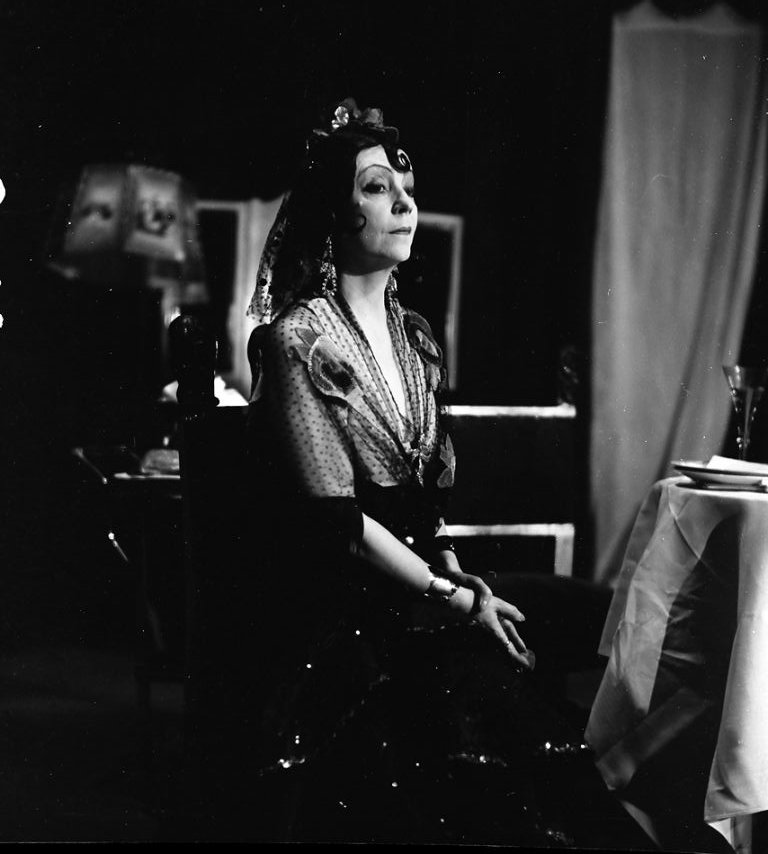
Asta Nielsen im Kabarett der Komiker, 1936

Asta Nielsen (* 11. September 1881 in Kopenhagen; † 25. Mai 1972 in Frederiksberg; vollständiger Name Asta Sofie Amalie Nielsen) war eine dänische Schauspielerin. Sie war der erste weibliche Stummfilmstar.

## Leben und Werk
Asta Nielsen wuchs in Schweden und Dänemark auf. Ihr Vater, Jens Christian Nielsen, war ein oft arbeitsloser Schmied, der starb, als Asta 14 Jahre alt war, und die Mutter, Ida Frederikke Petersen, war Wäscherin. Bereits als Kind kam sie mit dem Theater in Berührung. Im Jahr 1895 lernte sie den dänischen Schauspieler und Autor Peter Jerndorff (1842–1926) kennen, er gab ihr privat Schauspielunterricht. Ihre uneheliche Tochter Jesta wurde 1901 geboren. Ab 1902 war sie in Kopenhagen fest angestellt.
Ihr erster Film, Afgrunden (1910, dt. Abgründe), brachte ihr und dem Regisseur Urban Gad gleich einen Vertrag zur Produktion von mehreren Filmen in Deutschland, der aufgrund ihres Erfolgs bis 1915 verlängert wurde. Sie drehte anfangs ausschließlich unter der Regie von Urban Gad, den sie 1912 heiratete. 1915 endete die berufliche Zusammenarbeit, 1918 erfolgte die Scheidung.
Der außergewöhnliche Erfolg Asta Nielsens beim Publikum ermöglichte es ihren Produzenten, ab 1911 abendfüllende Filmserien für die internationalen Märkte herzustellen und mit exklusiven Aufführungsrechten zu vermarkten. Dies stellte insbesondere in Anbetracht der in den Kinos noch vorherrschenden Kurzfilmprogramme und der dadurch bestimmten Sehgewohnheiten ein Wagnis dar und zielte darauf ab, auch das anspruchsvollere Theaterpublikum ins Kino zu locken.
Meist stellte Nielsen konfliktbeladene Frauen dar, deren Verhalten nicht den gesellschaftlichen Konventionen entsprach, so in Der fremde Vogel (1911) und Die arme Jenny (1912). Nielsen hatte aber auch Talent für komische Rollen und war beim Publikum damit vor allem in Engelein (1914) so erfolgreich, dass eine Fortsetzung gedreht wurde.
1916 ging sie wieder nach Dänemark und kehrte erst nach Ende des Ersten Weltkrieges nach Deutschland zurück, wo sie fortan vorwiegend in Literaturverfilmungen und Dramen auftrat. Zwischen 1920 und 1922 produzierte sie drei Filme selbst. Darunter eine Verfilmung von Shakespeares Hamlet, in der sie den Dänenprinzen spielt. Nach der im Film vertretenen Theorie war Hamlet eine als männlicher Thronfolger erzogene Prinzessin, was seine/ihre abweisende Haltung gegenüber Ophelia erklären soll. Herausragend ist ihre Darstellung von Frauen am untersten Rand der Gesellschaft in Die freudlose Gasse (1925, als Maria Lechner, genannt Mizzi, an der Seite von Greta Garbo als Grete Rumfort) von Georg Wilhelm Pabst und in Dirnentragödie (1927, als Auguste mit Werner Pittschau in der Rolle des Studenten Felix) von Bruno Rahn.
Asta Nielsen war der große Star des Stummfilms, im Prinzip sogar der erste weibliche Filmstar überhaupt in der Geschichte des Kinos, in der sie als eines ihrer ersten Sexsymbole gelten kann. Nielsen ließ sich auf kein Rollenfach festlegen: Sie spielte sowohl gebrochene, leidende Frauen als auch Tänzerinnen, einfache Arbeiterinnen und eine reiche Unternehmerin. Ihre Körpersprache war immer dezent, zugleich aber ausdrucksstark. Nahezu alle Frauenrollen, die sie spielte, scherten aus dem üblichen weiblichen Verhaltensmustern ihrer Zeit aus.
Ihre Filmkarriere endete mit dem Aufkommen des Tonfilms – sie trat nur in einem einzigen, Unmögliche Liebe, auf. Zwar hatte sie eine angenehme Stimme, doch ging ihr gekonntes Mienenspiel in diesem neuen Medium verloren. Filmangebote lehnte sie von da an ab und widmete sich dem Theater. 1946 veröffentlichte sie ihre Autobiographie, Die schweigende Muse. Der Antiquar Frede Schmidt nahm von 1956 bis 1959 in Kopenhagen heimlich seine fast täglichen Telefonate mit Asta Nielsen auf, die 2016 publik gemacht wurden. 1963 wurde sie mit dem Filmband in Gold für ihr langjähriges und hervorragendes Wirken im deutschen Film ausgezeichnet. 1968 erschien ein von ihr produzierter, autobiografischer Dokumentarfilm.
Asta Nielsen starb 1972 und wurde auf dem Vestre Kirkegård (Westfriedhof) in Kopenhagen in einem anonymen Gemeinschaftsgrab beigesetzt.

### Familie
Asta Nielsen war mindestens dreimal verheiratet. Alle Ehen blieben kinderlos. Ihre Tochter Jesta (1901–1964), die mit dem dänischen Maler, Graphiker und Sänger Paul Vermehren (1904–1964) verheiratet war, stammte aus einer unehelichen Beziehung. Den Vater hielt die Schauspielerin zeit ihres Lebens geheim.
Eine angeblich 1911 geschlossene Ehe mit dem Kaufmann Alfred Schendel von Pelkowski (* 1878) lässt sich nicht verifizieren. 1912 heiratete sie den dänischen Regisseur Urban Gad (1879–1947). Die Ehe wurde am 16. Dezember 1918 geschieden, nachdem sich das Paar bereits 1915 getrennt hatte. Ein Jahr später ehelichte sie den schwedischen Produzenten Freddy Wingaardh. 1923 erfolgte die Scheidung. Über eine angebliche Heirat mit dem Regisseur Sven Gade konnte bislang kein Nachweis erbracht werden. Mit dem Schauspieler Grigori Chmara war sie von 1921 bis 1933 liiert, ohne ihn zu heiraten. Ihre letzte Ehe, die bis zu ihrem Tod bestand, ging sie am 12. Januar 1970 mit Christian Theede (1899–1988) ein, einem Gärtnereibetreiber, Kunsthändler sowie Galeristen auf der Insel Møn.

### Trivia
Beim Versuch, eine Straßenbahn durch die vordere Tür, die nur von aussteigenden Fahrgästen genutzt werden durfte, zu besteigen, kam Nielsen im Februar 1951 in Innsbruck zu Fall, nachdem sie vom Lenker der Straßenbahn gestoßen worden war. Sie kam daraufhin mit leichten Verletzungen ins Krankenhaus. Später gab sie an, den Lenker, der sie auf die Gefahr der sich automatisch schließenden Türen aufmerksam machen wollte, aufgrund einer Schwerhörigkeit nicht gehört zu haben.
Im September 2010 wurde sie mit einem Stern auf dem Boulevard der Stars in Berlin geehrt.

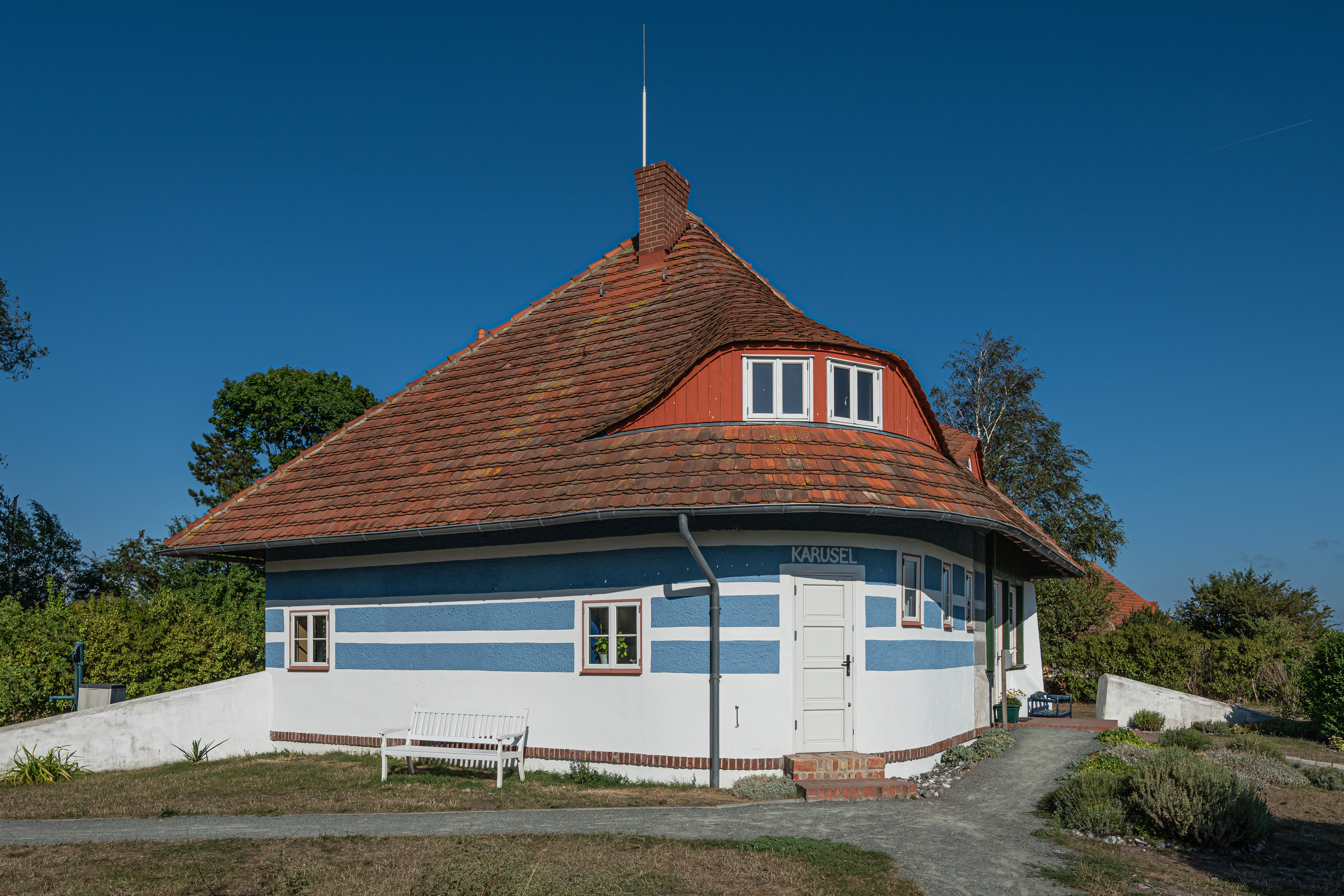
Asta Nielsens Haus Karusel

Asta Nielsen besaß ab 1929 auf der deutschen Ostseeinsel Hiddensee ein Haus, das sie „Karusel“ nannte (dänische Bezeichnung für Karussell). Der Name leitet sich von zwei deutlich abgerundeten Ecken des quadratischen Grundrisses des Gebäudes ab. Sie verbrachte dort mit ihrer Tochter und ihrem Mann oft mehrere Monate im Sommer. Zu den Freunden und Bekannten, die sie dort besuchten, zählten Joachim Ringelnatz, Heinrich George und Gerhart Hauptmann. Nach 1935 oder 1936 nutzte sie das Haus nicht mehr. Das Haus war 1923 von dem Architekten Max Taut erbaut worden und 1975 unter Denkmalschutz gestellt. Nielsens Erben verkauften es 1989 an die Gemeinde. 2015 wurde es als „Asta-Nielsen-Haus“ eröffnet und enthält eine Ausstellung zu Asta Nielsen.

## Filme

### Stummfilme

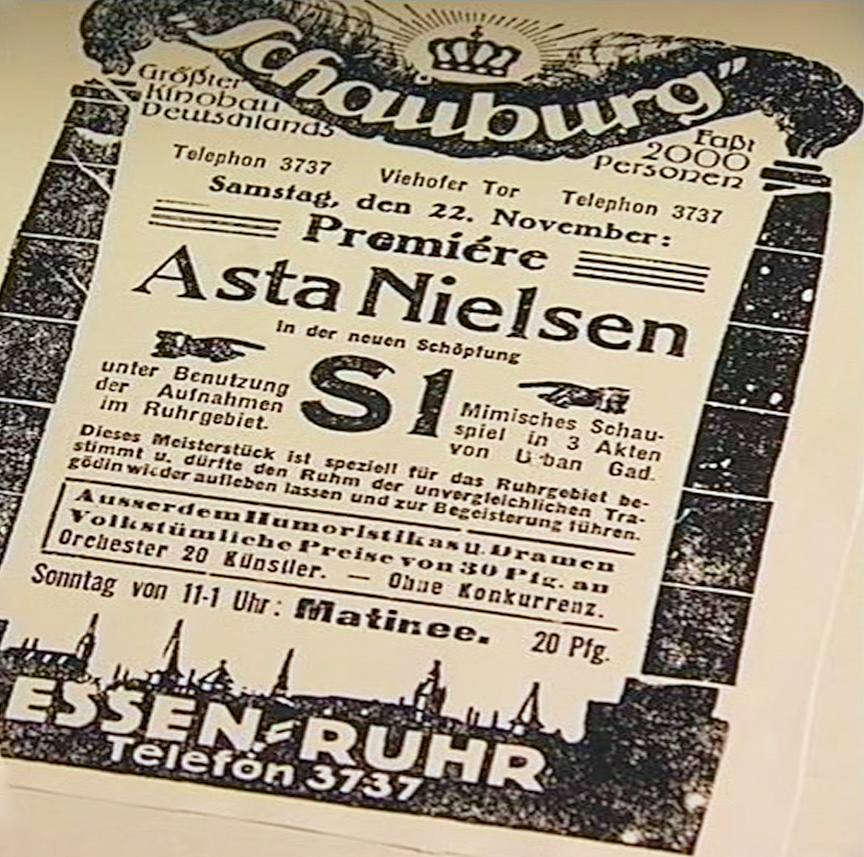
Zeitungsannonce zur Uraufführung des Films S1 in der Schauburg in Essen

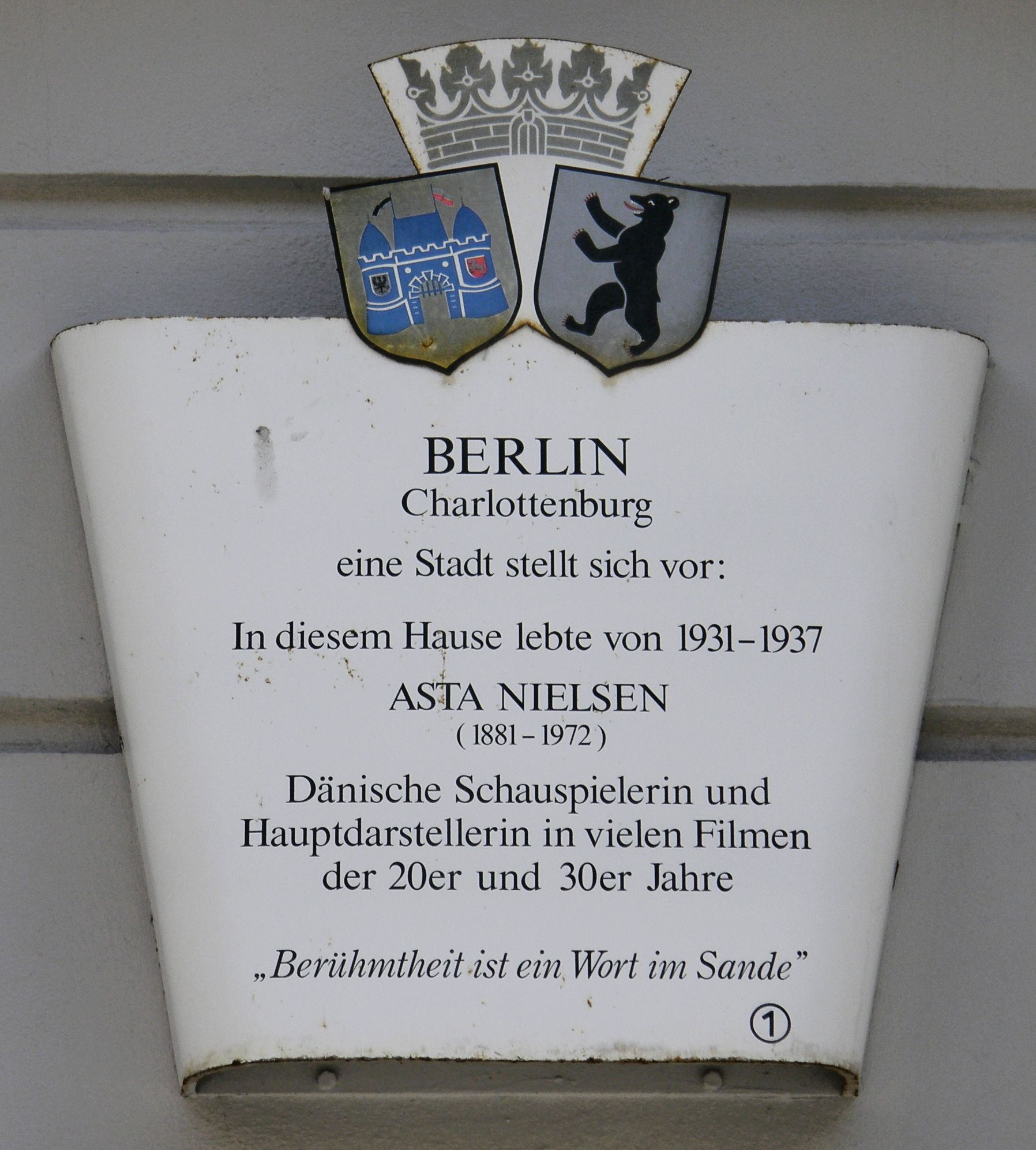
Gedenktafel für Asta Nielsen am Wohnhaus in der Berliner Fasanenstraße

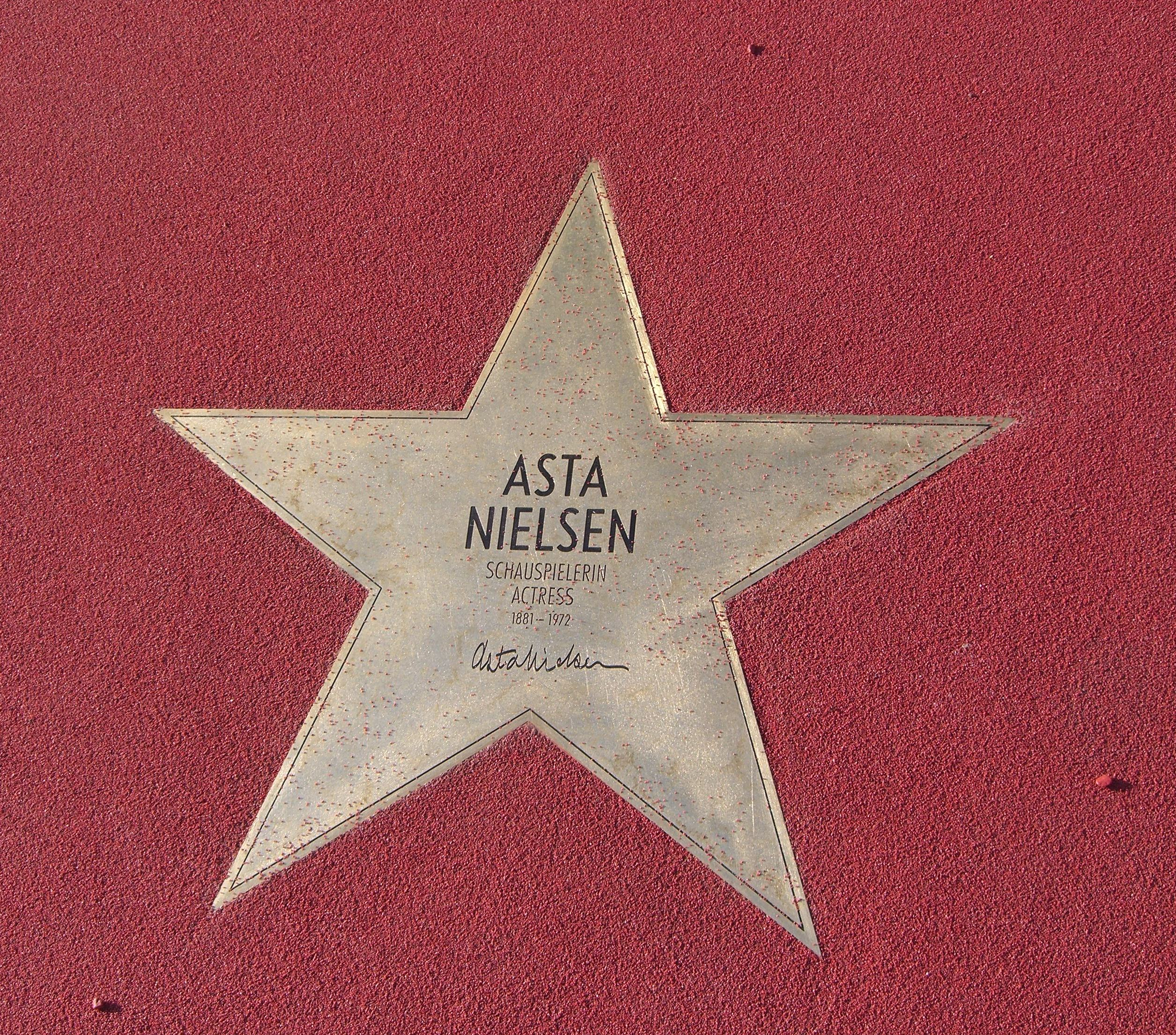
Stern von Asta Nielsen auf dem Boulevard der Stars in Berlin

- 1910: Abgründe (Afgrunden, Kurzfilm)
- 1911: Heißes Blut (Kurzfilm, verschollen)
- 1911: Nachtfalter (verschollen)
- 1911: Der schwarze Traum (Den Sorte drøm)
- 1911: Im großen Augenblick (Kurzfilm)
- 1911: Ballettänzerin (Balletdanserinden)
- 1911: Zigeunerblut
- 1911: Der fremde Vogel
- 1911: Die Verräterin (Fragmente erhalten)
- 1912: Die Macht des Goldes (verschollen)
- 1912: Zu Tode gehetzt (verschollen)
- 1912: Die arme Jenny (Kurzfilm)
- 1912: Der Totentanz (Kurzfilm, Fragment)
- 1912: Die Kinder des Generals (verschollen)
- 1912: Wenn die Maske fällt (Fragmente erhalten)
- 1912: Das Mädchen ohne Vaterland (Kurzfilm)
- 1912: Jugend und Tollheit (Kurzfilm, verschollen)
- 1913: Komödianten (Kurzfilm, verschollen)
- 1913: Die Sünden der Väter
- 1913: Der Tod in Sevilla – Regie: Urban Gad (Kurzfilm)
- 1913: Die Suffragette (Fragmente erhalten)
- 1913: S1 (Kurzfilm)
- 1913: Die Filmprimadonna (Kurzfilm, Fragmente erhalten)
- 1914: Engelein
- 1914: Das Kind ruft
- 1914: Zapatas Bande (Kurzfilm)
- 1914: Das Feuer – Regie: Urban Gad
- 1915: Fräulein Feldwebel (Kurzfilm)
- 1915: Die Tochter der Landstraße
- 1915: Die falsche Asta Nielsen
- 1916: Die ewige Nacht
- 1916: Engeleins Hochzeit (verschollen)
- 1916: Vordertreppe – Hintertreppe
- 1916: Dora Brandes
- 1916: Das Liebes-ABC
- 1916: Aschenbrödel (verschollen)
- 1916: Das Versuchskaninchen – Regie: Edmund Edel (Kurzfilm)
- 1917: Weiße Rosen – Regie: Urban Gad (produziert 1914/15)
- 1917: Die Brüder
- 1917: Das Waisenhauskind
- 1918: Im Lebenswirbel (produziert 1916)
- 1918: Die Rose der Wildnis (produziert 1916)
- 1918: Das Eskimobaby (produziert 1916)
- 1918: Die Börsenkönigin (produziert 1916)
- 1919: Das Ende vom Liede – Regie: Willy Grunwald
- 1919: Rausch
- 1919: Der Fackelträger (Mod lyset)
- 1919: Nach dem Gesetz
- 1920: Der Reigen – Ein Werdegang
- 1920: Graf Sylvains Rache
- 1920: Steuermann Holk
- 1920: Mata Hari
- 1920: Kurfürstendamm
- 1920: Die Spielerin
- 1921: Hamlet
- 1921: Die Geliebte Roswolskys
- 1921: Irrende Seelen – Regie: Carl Froelich
- 1921: Die Spionin
- 1922: Fräulein Julie
- 1922: Brigantenrache
- 1922: Vanina
- 1922: Die Tänzerin Navarro
- 1923: Erdgeist
- 1923: Der Absturz
- 1923: I.N.R.I. – Ein Film der Menschlichkeit
- 1924: Das Haus am Meer
- 1924: Die Schmetterlingsschlacht
- 1924: Die Frau im Feuer
- 1924: Athleten
- 1925: Hedda Gabler
- 1925: Lebende Buddhas (produziert 1923/24)
- 1925: Die freudlose Gasse
- 1925: Die Gesunkenen
- 1927: Laster der Menschheit
- 1927: Dirnentragödie
- 1927: Gehetzte Frauen
- 1927: Kleinstadtsünder
- 1927: Das gefährliche Alter

### Tonfilme
- 1932: Unmögliche Liebe
- 1968: Asta Nielsen (Dokumentarfilm) – Regie: Asta Nielsen

## Theater (Auswahl)
- 1905: Alexander der Große, Christiana
- 1908: Die schöne Marseillerin, Neues Theater Kopenhagen
- 1925: Die Kameliendame, Schauspielhaus Leipzig
- 1926: Rita Cavallini, Friedrichtheater Dessau
- 1927: Gewitter nach Alexander Ostrowski
- 1933: Gentlemen, Theater am Kurfürstendamm Berlin
- 1933: Angst
- 1934: Mrs. Dot
- 1934: La Femme X nach Alexandre Bisson
- 1939: Tony zeichnet ein Pferd, Folketeatret Kopenhagen

## Kinothek Asta Nielsen
2000 gründete sich in Frankfurt am Main durch eine Initiative von Filmemacherinnen, Kuratorinnen, Kritikerinnen, Studenten, Historikerinnen und Filmliebhaberinnen die Kinothek Asta Nielsen. Die Kinothek ist ein Verein, der es sich zur Aufgabe gemacht hat, die Filmarbeit von Frauen zu dokumentieren und wieder in die Kinos zu bringen und schließt mit ihrer Arbeit an die feministische Filmarbeit der 1970er und 1980er Jahre an. Von 2006 bis 2018 war die Filmwissenschaftlerin und -kuratorin Karola Gramann die künstlerische Leitung der Kinothek Asta Nielsen. Ab 2018 leitete sie die Kinothek zusammen mit der Film- und Kulturwissenschaftlerin Gaby Babić. Seit 2020 ist Babić alleinige Geschäftsführerin und künstlerische Leiterin.
Die Kinothek widmete ihrer Namensgeberin mehrere Retrospektiven.

## Bibliografie
- Die schweigende Muse. (Dän. Orig.: Den tiende muse ) Hinstorff Verlag, Rostock 1961

Neuausgaben: Die schweigende Muse – Lebenserinnerungen. Carl Hanser, München 1977. ISBN 3-446-12420-9; Heyne, München 1979. ISBN 978-3-453-01019-2.
- Ein Tag im Paradies – mit einer vollständigen Filmographie. Hrsg., übers. und Nachw. von Allan O. Hagedorff. Ullstein, Frankfurt a. M u. Berlin 1996. ISBN 978-3-548-30400-7.
- Im Paradies. Erzählungen. Reihe Illustrierte Lieblingsbücher von Kat Menschik, Band 15, Galiani Berlin, Köln 2023, ISBN 978-3-86971-280-2.